# National Rugby League 1925
La New South Wales Rugby Football League de 1925 fue la decimoctava temporada del torneo de rugby league más importante de Australia.

## Formato
Los clubes se enfrentaron en una fase regular de todos con todos, el equipo mejor ubicado al terminar la fase regular se corona campeón del torneo.
Se otorgaron 2 puntos por el triunfo, 1 por el empate y ninguno por la derrota.

## Desarrollo

### Tabla de posiciones
| Pos. | Equipo            | Encuentros | Encuentros | Encuentros | Encuentros | Tantos | Tantos | Tantos | Puntos |
| Pos. | Equipo            | PJ         | PG         | PE         | PP         | F      | C      | Dif    | Puntos |
| ---- | ----------------- | ---------- | ---------- | ---------- | ---------- | ------ | ------ | ------ | ------ |
| 1    | South Sydney      | 12         | 12         | 0          | 0          | 190    | 87     | +103   | 26     |
| 2    | Western Suburbs   | 11         | 6          | 0          | 5          | 166    | 150    | +16    | 16     |
| 3    | Balmain           | 12         | 6          | 1          | 5          | 130    | 112    | +21    | 15     |
| 4    | North Sydney      | 12         | 6          | 1          | 5          | 157    | 138    | +19    | 15     |
| 5    | St. George        | 11         | 5          | 1          | 5          | 132    | 141    | -9     | 15     |
| 6    | Glebe             | 12         | 5          | 0          | 7          | 118    | 171    | -53    | 12     |
| 7    | Sydney University | 11         | 3          | 1          | 7          | 118    | 142    | -24    | 11     |
| 8    | Eastern Suburbs   | 12         | 4          | 0          | 8          | 89     | 120    | -31    | 10     |
| 9    | Newtown           | 11         | 3          | 0          | 8          | 94     | 136    | -42    | 10     |

|  | Campeón. |

| Bandera de Australia |
| Campeón South Sydney |
| Quinto título        |